# Artemi
Artemi (gr. Αρτέμι, tur. Arıdamı) – wieś na Cyprze, w dystrykcie Famagusta, 9 km na północ od Lefkoniko, w paśmie górskim Kyrenia. De facto pod kontrolą  Cypru Północnego.